# Enplug
Enplug  американская технологическая компания со штаб-квартирой в Калвер-Сити, штат Калифорния, которая разрабатывает программное обеспечение для цифровых дисплеев, позволяющее владельцам взаимодействовать с пользователями в режиме реального времени через социальные медиа. Компания продает  программное обеспечение по лицензии.
На 2014 год Enplug установлен на сотнях предприятий в сорока городах.

## История
Enplug входит в число формирующегося в Лос-Анджелесе стартап сообщества под названием «Силиконовый Пляж" 
Проект Enplug развивался в инкубаторе StartEngine, основанным Говардом Марксом в сентябре 2012 года 

## Финансирование
В апреле 2014 года Enplug привлек $2,5 млн. первоначальных инвестиций. В число инвесторов входят Ларри Кил, соучредитель Oaktree Capital Management; Расел Оскоу, один из основателей компании Juniper Networks, Билл Гросс, основатель Idealab; Хоссейн Эсламболчи, бывший президент и технический директор компании AT&T; Дэвид Коэн, исполнительный вице-президент Interscope Records; Джастин Калдбек, управляющий директор Lightspeed Venture Partners; Трой Картер; генеральный директор завода Atom; соучредитель Activision Говард Маркс; Amidi Group, DominateFund и zPark Venture.

## Продукт
Социальные медиа дисплеи с Enplug позволяют конечным пользователям взаимодействовать с компаниями (брендами) в режиме реального времени через существующие учетные записи социальных сетей. Дисплеи с Enplug поддерживают различные социальные медиа, в том числе Twitter, Facebook, Yelp, Foursquare, Instagram, с которым взаимодействует посредством хештегов.
Программное обеспечение Enplug  универсально и позволяет владельцам  конфигурировать его путём установки приложений, созданных с помощью сторонних разработчиков. Компания разработала SDK, при помощи которого разработчики могут создавать и продавать приложения.
Дисплеи могут стать площадкой для размещения рекламы. Контент может быть загружен самим рекламодателем 
Enplug распространяется по модели SaaS, когда владельцы бизнеса оплачивают подписку за доступ к программному обеспечению на ежемесячной основе.

## Корпоративная культура
Компания получала известность в прессе за счет особенной корпоративной культуры. По состоянию на прошлый год, 12 из 37 сотрудников жили и работал в одном доме с шестью спальнями и тремя ванными в Bel Air, Калифорния.
Большинству сотрудников компания оплачивает "продукты питания, аренду и коммунальных услуг." 
The Wall Street Journal написала статью о корпоративной культуре в Enplug: "Сотрудники и руководители встречаются, работают, едят, умываются, занимаются спортом и спят в едином пространстве. В то время случаются и неловкие моменты, когда намекаешь боссу, чтобы тот помыл посуду. В Enplug говорят, что это положительно влияет на профессиональные взаимоотношения, экономит деньги на аренду и проезд до работы, а часто просто весело.
Forbes информировал, что цель совместной жизни сотрудников - "размыть  границу» между работой и жизнью.
Корпоративная культура очень важна для Enplug. Генеральный директор Наньси Лю заявила: "Я действительно думаю, что компания потерпела бы неудачу, если бы мы не жили вместе." 

## Глобальное присутствие
1. Северная Америка
2. Европа (в России через компанию SeenLabs)
3. Австралия
4. Африка